# ヴェルナー・コールマイヤー
ヴェルナー・コールマイヤー（Werner Kohlmeyer, 1924年4月19日 - 1974年3月26日）は、ドイツ出身の元サッカー選手。ポジションはDF。

## 経歴
西ドイツ代表として1951年のスイス戦で代表デビューを飾ると、1954年のFIFAワールドカップ・スイス大会では所属する1.FCカイザースラウテルンの同僚のフリッツ・ヴァルター、オットマール・ヴァルター、ヴェルナー・リーブリッヒ、ホルスト・エッケルらと共に同国の初優勝に貢献した。
しかし現役引退後はアルコールに溺れ、国の支援に依存して生活をしていた。1974年3月26日に心臓麻痺により死去、49歳没。